# Arentorp
Arentorp – miejscowość (tätort) w Szwecji, w regionie administracyjnym (län) Västra Götaland, w gminie Vara.
Według danych Szwedzkiego Urzędu Statystycznego liczba ludności wyniosła: 464 (31 grudnia 2015), 507 (31 grudnia 2018) i 511 (31 grudnia 2019).